# Ogdenia mutilla
Ogdenia mutilla là một loài nhện trong họ Salticidae.
Loài này thuộc chi Ogdenia. Ogdenia mutilla được Elizabeth Maria Gifford Peckham & George William Peckham miêu tả năm 1907.